# Beverly Tyler
Beverly Tyler (* 5. Juli 1927 in Scranton, Pennsylvania als Beverly Jean Saul; † 23. November 2005 in Reno, Nevada) war eine US-amerikanische Sängerin und Schauspielerin, die zwischen 1943 und 1961 in verschiedenen Film- und Fernsehproduktionen mitwirkte.

## Leben
Als Kind erhielt Beverly Tyler Gesangs- und Klavierunterricht. Bereits in jungen Teenager-Jahren hatte sie ihr Gesangsdebüt im Radio. Kurze Zeit später zog sie mit ihrer Mutter nach Hollywood und gab ihr Filmdebüt in der 1943 uraufgeführten Komödie The Youngest Profession. Es war der einzige Film, in dem sie noch unter ihrem bürgerlichen Namen auftrat. Bis 1947 wirkte sie in sechs Spielfilmen mit und erhielt danach erst 1950 wieder eine Filmrolle. Ihre letzte Rolle in einem Spielfilm hatte sie in dem 1958 uraufgeführten Thriller Hong Kong Confidential. Zwischen 1956 und 1961 wirkte sie auch in verschiedenen Fernsehserien mit; unter anderem in der Episode Als Mr. Twilight starb (Originaltitel: Vengeance) der Westernserie Bonanza. Ihren letzten Auftritt vor der Kamera hatte sie in einer Episode der Fernsehserie Hazel.
Im Zusammenhang mit ihrer am 6. Mai 1962 vollzogenen Hochzeit mit Jim Jordan Jr. beendete sie ihre Laufbahn als Filmschauspielerin und trat später nur noch gelegentlich auf Theaterbühnen in ihrer Wahlheimatstadt Reno, Nevada, auf. Tyler verstarb am 23. November 2005 im Alter von 78 Jahren an den Folgen einer Lungenembolie.

## Filmografie (Auswahl)
- 1943: The Youngest Profession
- 1946: Das Vermächtnis (The Green Years)
- 1947: The Beginning or the End
- 1950: Rollschuh-Fieber (The Fireball)
- 1952: Flucht vor dem Tode (The Cimarron Kid)
- 1952: Die Schlacht am Apachenpaß (The Battle at Apache Pass)
- 1957: Voodoo Island
- 1957: Chicago vertraulich (Chicago Confidential)
- 1958: In Tombstone ist der Teufel los (The Toughest Gun in Tombstone)
- 1958: Hong Kong Confidential
- 1961: Bonanza (Fernsehserie, 1 Folge)
- 1961: Hazel (Fernsehserie, 1 Folge)